# Gharib Amzine
Gharib Amzine (arab. غريب أمزين; ur. 3 maja 1973 w Montbéliard) – marokański piłkarz grający na pozycji pomocnika.
Grał w FC Mulhouse, RC Strasbourg i Troyes AC. Od 2008 roku do 2010 roku ponownie grał w FC Mulhouse, w którym zakończył karierę.
Z reprezentacją Maroka wystąpił na Mistrzostwach Świata w Piłce Nożnej w 1998 roku.